# جون ميرفي (لاعب كرة قدم أمريكي)
جون ميرفي (بالإنجليزية: John Murphy)‏ هو لاعب كرة قدم أمريكي في مركز الوسط، ولد في 19 أبريل 2000 في Scotch Plains, New Jersey ‏ في الولايات المتحدة. لعب مع لودون يونايتد.